# 알라메다델바예
알라메다델바예(스페인어: Alameda del Valle)는 스페인 마드리드 지방의 도시이자 지방 자치체로, 마드리드에서 북동쪽으로 92km 정도 떨어진 곳에 있다.